# Amerikaanse Maagdeneilanden op de Olympische Winterspelen 1992
Tijdens de Olympische Winterspelen van 1992, die in Albertville (Frankrijk) werden gehouden, namen Amerikaanse Maagdeneilanden voor de tweede keer deel.

## Deelnemers en resultaten

### Alpineskiën
| Olympiër         | Discipline       | Resultaat | Prestatie                                              |
| ---------------- | ---------------- | --------- | ------------------------------------------------------ |
| John Campbell    | super g (m)      | 74e       | 1.26,83 (+13,79)                                       |
| John Campbell    | reuzenslalom (m) | 62e       | run 1: 1.20,68 run 2: 1.19,35 totaal: 2.40,03 (+33,05) |
| John Campbell    | slalom (m)       | DNF-1     | run 1: opgave                                          |
|                  |                  |           |                                                        |
| Seba Johnson (2) | reuzenslalom (v) | 37e       | run 1: 1.23,21 run 2: 1.27,46 totaal: 2.50,67 (+37,93) |
| Seba Johnson (2) | slalom (v)       | 37e       | run 1: 1.08,65 run 2: 1.01,11 totaal: 2.09,76 (+37,08) |

### Bobsleeën
| Olympiër                                                 | Discipline                                   | Resultaat | Prestatie                                                                            |
| -------------------------------------------------------- | -------------------------------------------- | --------- | ------------------------------------------------------------------------------------ |
| Sven Petersen Bill Neill                                 | 2-mansbob (m) Amerikaanse Maagdeneilanden I  | 44e       | run 1: 1.03,95 run 2: 1.04,21 run 3: 1.04,32 run 4: 1.04,12 totaal: 4.16,60 (+13,34) |
| Daniel Burgner David Entwistle                           | 2-mansbob (m) Amerikaanse Maagdeneilanden II | 45e       | run 1: 1.04,21 run 2: 1.04,10 run 3: 1.04,12 run 4: 1.04,29 totaal: 4.16,72 (+13,46) |
| Daniel Burgner Ernest Mathias David Entwistle Bill Neill | 4-mansbob (m) Amerikaanse Maagdeneilanden I  | DNS-3     | run 1: 1.00,92 run 2: 1.01,08 run 3: niet gestart                                    |
| Sven Petersen Michael Juhlin James Withey Paul Zar       | 4-mansbob (m) Amerikaanse Maagdeneilanden II | 29e       | run 1: 1.02,45 run 2:1.02,52 run 3: 1.02,73 run 4: 1.02,65 totaal: 4.10,35 (+16,45)  |

### Rodelen
| Olympiër           | Discipline | Resultaat | Prestatie                                                                         |
| ------------------ | ---------- | --------- | --------------------------------------------------------------------------------- |
| Kyle Heikkila      | mannen     | 29e       | run 1: 46,866 run 2: 47,170 run 3: 48,463 run 4: 48,636 totaal: 3.11,135 (+8,772) |
| Anne Abernathy (2) | vrouwen    | 23e       | run 1: 49,201 run 2: 48,220 run 3: 48,609 run 4: 48,312 totaal: 3.14,342 (+7,646) |

Algerije · Amerikaanse Maagdeneilanden · Andorra · Argentinië · Australië · België · Bermuda · Bolivia · Brazilië · Bulgarije · Canada · Chili · China · Chinees Taipei · Costa Rica · Cyprus · Denemarken · Duitsland · Estland · Filipijnen · Finland · Frankrijk · Gezamenlijk team · Griekenland · Groot-Brittannië · Honduras · Hongarije · Ierland · IJsland · India · Italië · Jamaica · Japan · Joegoslavië · Kroatië · Letland · Libanon · Liechtenstein · Litouwen · Luxemburg · Marokko · Mexico · Monaco · Mongolië · Nederland · Nederlandse Antillen · Nieuw-Zeeland · Noord-Korea · Noorwegen · Oostenrijk · Polen · Puerto Rico · Roemenië · San Marino · Senegal · Slovenië · Spanje · Swaziland · Tsjecho-Slowakije · Turkije · Verenigde Staten · Zuid-Korea · Zweden · Zwitserland